# 케빈 맥헤일 (농구인)
케빈 에드워드 맥헤일(Kevin Edward McHale, 1957년 12월 19일 ~ )은 보스턴 셀틱스를 위한 자신의 전체 프로 경력을 활약한 미국의 은퇴한 프로 농구 선수이다. 그는 네이스미스 농구 명예의 전당의 헌액자이며, 사상 최고의 파워 포워드들 중의 하나로 여겨진다. 그는 NBA의 사상의 팀 50 주년으로 임명되었다.
맥헤일은 1993년 자신의 은퇴에 이어 즉시 미네소타 팀버울브스를 위하여 일하기 시작하였는 데, 2009년까지 3개의 다른 시간들에서 TV 분석자, 총지배인과 결국적으로 총감독을 맡았다. 그는 2011년부터 2015년까지 휴스턴 로키츠의 총감독이었으며, 2015년 ~ 16년 시즌으로 4 승 7 패의 출발에 이어 해고될 때까지 지냈다. 맥헤일은 현재 NBA TV와 TNT 스튜디오 쇼에 터너 스포츠의 인기 있는 NBA 프로그램을 위한 방송 분석자로 일하고 있다.

## 어린 시절
맥헤일은 미네소타주 히빙에서 폴 오스틴 맥헤일과 조제핀 퍼트리샤 스타르세비치 사이에 태어났다. 히빙 고등학교에서 자신의 시니어 시즌에 그는 1976년 미네소타 Mr. Basketball로 임명되고 AA 미네소타 주립 선수권 경기에서 자신의 팀을 준우승으로 이끌었다.
그는 모친 쪽으로 크로아티아인, 부친 쪽으로 아일랜드인의 혈통을 이어받았다.

## 대학 경력
6 피트 10 인치(208cm)의 맥헤일은 한 경기에 15.2 포인트와 8.5 리바운드의 경력 평균과 함께 1976년부터 1980년까지 미네소타 대학교를 위하여 파워 포워드 포지션에서 농구를 하였다.
그는 2회의 올빅텐(1979년, 1980년)으로 임명되었고, 아직도 경력 포인트(1704)와 리바운드(950)에서 대학 역사상 2위에 들어있다.
1995년 미네소타 대학교 농구의 100주년과 동시에 그는 미네소타 대학교 남자 농구의 역사상 최고의 선수로 선발되었다.

## NBA 선수 경력

### "6번째의 남자" (1980년 ~ 85년)
1980년 NBA 드래프트에 들어가 보스턴 셀틱스는 1번의 전체 선택권을 보유하였으나 드래프트 이적에 대비하여 NBA 역사상 가장 균형을 이룬 팀으로 많은이들에 의하여 숙고된 셀틱스의 회장 레드 오워바크는 거래와 센터 로버트 패리시를 위하여 골든스테이트 워리어스로 추가적 첫 라운드 선택을 다루고, 맥헤일은 전체 3위에서 셀틱스에 의하여 선발되었다.
셀틱스와 3년 계약을 맺기 전에 이탈리아에서 활약을 하면서 자신이 큰 계약을 위하여 끝까지 요구하면서 팀과 함께 맥헤일의 체류는 완고한 출발로 떠났다. 포워드에서 래리 버드와 세드릭 맥스웰을 후원한 맥헤일은 즉시의 영향력을 이루어 자신의 루키 시즌에 NBA의 올루키 퍼스트 팀으로 임명되었다. 셀틱스는 리그를 이끄는 62 승 20 패의 기록과 함께 맥헤일의 루키 시즌을 끝냈다.
플레이오프들에서 셀틱스는 첫 라운드에서 시카고 불스를 휩쓸었다. 동부 컨퍼런스 결승전에서 셀틱스는 필라델피아 세븐티식서스를 상대로 3 대 1의 부족을 향하였으나 필라델피아의 홈 코트에서 6번째 경기를 포함한 시리즈의 마지막 3개의 경기를 우승하였다. 맥헤일은 앤드루 토니의 슛을 거부하고, 1 포인트를 앞선 셀틱스를 보호하는 데 16초가 남으면서 리바운드를 잡아 6번째 경기의 우승을 구하는 데 도움을 주었다. NBA 결승전에서 셀틱스는 팀의 14번째 챔피언십을 사로 잡는 데 6개의 경기들에서 휴스턴 로키츠를 꺾었다.
셀틱스는 다음 2개의 시즌들에 NBA 결승전 진출에 실패하였다. 세븐티식서스는 1982년 동부 컨퍼런스 결승전에서 복수를 강요하여 홈 코트에서 열린 7번째 경기에서 셀틱스를 꺾었다. 1983년 동부 컨퍼런스 준결승전에서 셀틱스는 밀워키 벅스에 의하여 휩쓸어졌다. 이 부끄러운 패배는 총감독 빌 피치의 해고와 일시적으로 맥헤일에게 불행으로 이끌었다.
1982년 ~ 83년 시즌에 이어 셀틱스와 맥헤일의 계약은 만기되었고 뉴욕 닉스가 그를 계약 제공서로 맺었다. 오워바크는 제공서로 닉스의 정상의 자유 계약 선수들 3명의 계약에 의하여 보복하였다. 닉스는 자신들의 선수들을 재계약을 맺는 데 선거를 열고, 맥헤일의 팀 수행을 포기하였다. 맥헤일은 결국적으로 셀틱스와 재계약을 맺어 그의 한 시즌에 1백만 달러의 계약은 그를 NBA에서 4번째로 높은 봉급을 받는 선수로 만들었다.
1983년 ~ 84년 시즌에서 셀틱스가 리그 최고의 62개의 경기를 우승하면서 자신의 연속적 NBA 6번째 남자 상들 중 첫 상을 수상하였다. 전 셀틱스의 선수 K. C. 존스를 새로운 총감독으로 기용과 피닉스 선스의 가드 데니스 존슨의 취득과 함께 셀틱스는 15번째 챔피언십에서 아직 또 다른 연속을 이루는 데 으뜸적으로 보였다.
닉스와 함께 7개의 준결승전 경기를 살아남은 후, 셀틱스는 동부 컨퍼런스 결승전에서 밀워키 벅스에 이전 시즌의 플레이오프 패배를 복수하였다. 그들은 높이 예상된 매치업에서 NBA 결승전에 로스앤젤레스 레이커스를 향하였다.
결승전의 4번째 경기에서 경기와 시리즈 둘다에서 셀틱스가 추적하면서 맥헤일은 커트 램비스에게 강한 파울을 보내 레이커스의 포워드가 바스켓으로 달리면서 그와 맹렬하게 싸웠다. 보스턴 셀틱스는 연장전에서 경기를 이기는 데 돌아와 각자의 시리즈를 동점 매겼다. 그들은 결국적으로 프랜차이즈의 15번째 챔피언십을 우승하는 데 7개의 경기들에서 우세하였다.
1984년 ~ 85년 시즌의 전반기 동안 맥헤일은 지속적으로 벤치로부터 떨어져 나왔으나 세드릭 맥스웰이 무릎 부상을 당한 후, 1985년 2월 출발 선수 역할로 들어갔다. 디트로이트 피스턴스를 상대로 3월 3일의 경기에서 맥헤일은 자신의 거대한 득점의 밤을 즐기며 56 포인트와 함께 셀틱스의 싱글 경기 득점 기록을 세웠다. 이틀 밤 후에 맥헤일은 닉스를 상대로 42 포인트를 득점하여 경기에서 자신이 40 포인트를 쌓은 자신의 경력에서 단 하나의 다른 시간이었다. 연속적 경기들에서 98 포인트는 아직도 셀틱스의 기록이다. 맥헤일이 56 포인트를 득점한 지 9일 후, 래리 버드는 애틀랜타 호크스를 상대로 경기에서 60 포인트에서 쏟아지면서 셀틱스의 싱글 경기 득점 신기록을 세웠다.
셀틱스는 자신들의 2연속 동부 컨퍼런스 타이틀을 쥐어 잡았으나 라이벌 레이커스에 의하여 6개의 경기들에서 NBA 결승전을 패하였다. 맥헤일은 시리즈의 6번째 경기에서 인상적인 아웃을 포함하여 득점(26.0)과 리바운드(10.7)에서 셀틱스를 이끌어 패배에서 32 포인트를 득점하고, 16 리바운드를 빼앗았다.

### 전임의 출발 선수로서 "고문의 소실" (1985년 ~ 88년)

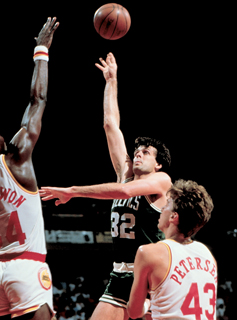
1986년 NBA 결승전에서 휴스턴 로키츠의 하킴 올라주원에 슛을 쏘는 맥헤일

보스턴 셀틱스의 1985년 ~ 86년 판은 프랜차이즈의 16번째 NBA 챔피언십을 우승하였고, NBA 역사상 거대한 팀들 중의 하나로 숙고되었다.
셀틱스는 1985년 9월 로스앤젤레스 클리퍼스로부터 이적에서 전 NBA의 MVP 빌 월턴을 취득하였고, 6 피트 11 인치(211cm)의 센터를 그 이미 무시무시하던 전선에 추가하였다.셀틱스는 이적을 완료하는 데 세드릭 맥스웰을 클리퍼스로 보내 맥헤일을 전임의 출발 선수 역할로 옮기는 데 방향을 제거하였다. 맥헤일은 자신의 경력에 처음으로 한 경기에 20 포인트보다 더욱 나게 평균하였고, NBA의 MVP 투표에서 13위를 하였다.
그는 리그 최고의 67 승 15 패의 기록과 함께 셀틱스가 NBA를 밀고 나가면서 출발 선수들 버드, 패리시, 존슨과 대니 에인지에 가입하였다. 팀은 82 승 18 패의 기록과 함께 끝내면서 당시의 NBA 기록을 세워 1971년 ~ 72년의 레이커스에 의한 81 승의 기록을 깼다.
셀틱스는 또한 하나의 시즌에 가장 많은 홈 승리들을 위한 NBA 평점을 세워 보스턴 가든에서 48개의 경기들과 코네티컷주 하트퍼드에서 3개의 경기들에서 50 승 1 패(플레이오프들을 포함)로 끝냈다. 포틀랜드 트레일블레이저스가 홈 구장에서 셀틱스를 꺾은 단 하나의 팀이었으며, 1985년 12월 6일 보스턴에서 121 대 103으로 우승하였다.
셀틱스는 레이커스에 2개의 승리들을 포함하여 첫 50개의 경기들 중 41개를 우승하였다. 12월 30일 클리퍼스의 패주에서 맥헤일은 18과 함께 리바운드에서 싱글 경기의 사상 기록을 세웠다.
자신의 경력의 첫 5개의 시즌을 통하여 극단적으로 영속성 있는 선수로 맥헤일은 자신의 왼쪽 발목에 아킬레스건 부상을 당한 이유로 1986년 초순의 14개의 경기들을 놓쳤으나 플레이오프를 위한 시간에서 건강하였다. 셀틱스는 동부 컨퍼런스를 통하여 굴러나가 불스, 호크스와 벅스를 상대로 12개의 경기들 중 11개를 우승하였다.
5년 만에 NBA 결승전에서 셀틱스가 2번째로 로키츠를 향하였고, 셀틱스는 6개의 경기들에서 챔피언십을 우승하였다. 맥헤일은 전부의 득점자들을 지도하는 데 결승전에서 한 경기에 25.8 포인트를 평균하였다.
자신의 7번째 프로 시즌에 의하여 맥헤일은 낮은 지위의 동작을 연습하고 정련하여 NBA의 가장 우세한 공격적 수단들 중의 하나가 되어 자신의 "고문의 소실"에서 밖으로 뛰어 오르고, 밖으로 돌며 디펜더 뒤에 디펜더의 허를 찔렀다. 맥헤일은 1986년 ~ 87년 시즌에서 보다 전혀 나아지지 않았고, 득점(26.1)과 리바운드(9.9)에서 경력 사상의 기록을 세웠다. 그는 또한 같은 시즌에 필드로부터 60% 혹은 그 이상(60.4%), 프리스로 라인으로부터 8% 혹은 그 이상(83.6%)의 슛을 쏘는 데 NBA 역사상 첫 선수가 되기도 하였다. 맥헤일은 올NBA 퍼스트 팀으로 임명되었고, 리그의 코치들에 의하여 NBA의 가장 방어적 선수로 임명되었으며 MVP 투표에서 매직 존슨, 마이클 조던과 동료 선수 래리 버드에 밀려 4위를 하였다.
1987년 2월 23일부터 3월 13일을 통하여 9개의 경기들에서 맥헤일은 바닥으로부터 71.7%를 슈팅하는 동안 한 경기에 30.7 포인트와 10 리바운드를 평균하였다. 이 확장 동안 맥헤일은 3월 1일 피스턴스를 상대로 자신의 시즌 사상 38 포인트를 득점하였다.
3월 27일 불스를 상대로 우승에서 맥헤일은 자신의 오른쪽 발에 주상골이 부러졌다. 그는 부상이 지속적으로 활약하는 데 경력을 위협한다는 의사의 조언을 무시하였다. 플레이오프들에서 절름거린 맥헤일은 한 경기에 39분을 평균하고, 셀틱스가 다시 동부 컨퍼런스 타이틀을 우승하면서 자신의 슛에 58%에 연결하였다. 셀틱스는 2연속 해를 위하여 첫 라운드에서 불스를 휩쓸었고, 벅스와 피스턴스와 함께 2개의 7 경기 시리즈를 살아남았다. 셀틱스는 NBA 결승전에서 레이커스에게 6개의 경기들을 패하였다.
자신의 부상을 당한 오른쪽 발과 발목에 오프 시즌 수술은 1987년 ~ 88년 시즌의 첫 달 동안 맥헤일을 경기의 밖으로 앉히는 데 강요되었다. 12월 1일 호크스를 상대로 셀틱스로 자신의 복귀에 활약의 22분에 그는 22 포인트를 득점하였다.
동료 선수 대니 에인지는 한번 맥헤일을 "낮은 배치의 감금소"라고 불렀으며, 농구공이 맥헤일에게 내부로 패스 되었을 때 그가 주위의 외부로 드물게 다시 패스를 한 이유로 사라졌다고 농담을 하였다. 그러나 1988년 4월 3일 댈러스 매버릭스에 우승을 거두면서 맥헤일은 공을 패스하는 역할을 하여 경력 사상 10 어시스트를 분배하였다.
셀틱스는 57개의 경기들을 우승하고 동부 컨퍼런스 결승전에서 자신들의 5연속 출연을 이루었다. 맥헤일은 셀틱스가 4개의 경기에서 닉스를 꺾고, 준결승전 시리즈의 7 경기에서 호크스를 꺾으면서 필드로부터 60% 슛을 쏘고, 한 경기에 경력 플레이오프 사상 25.4 포인트를 평균하였다. 컨퍼런스 결승전에서 피스턴스가 6개의 경기들에서 셀틱스를 꺾었다. 총감독 K. C. 존스는 시즌의 말기에 사임을 하고, 컨퍼런스의 준결승전을 통과하여 진출하는 데 버드-맥헤일-패리시 시기의 셀틱스는 다시는 나타나지 않았다.

### 부상과 쇠퇴의 세월 (1988년 ~ 93년)
부상들은 버드를 1988년 ~ 89년 시즌에 6개의 경기들로 제한시키고, 셀틱스는 42 승 40 패로 미끄러졌다. 새 총감독 지미 로저스는 맥헤일, 패리시와 2년째 가드 레지 루이스의 활약의 뒤로 동부 컨퍼런스의 8번째와 최종의 근원으로서 팀을 플레이오프들로 달랬다.
셀틱스는 3연속 해를 위하여 플레이오프들에서 피스턴스를 향하였다. 디트로이트 피스턴스는 맥헤일을 한 경기에 19 포인트와 필드로부터 슈팅을 50%보다 적게 붙들었다. 피스턴스는 자신들의 첫 NBA 챔피언십으로 향하는 도중에 셀틱스를 휩쓸었다.
1989년 ~ 90년 시즌은 셀틱스를 위하여 82개의 정규 시즌 경기들 전부를 활약하는 데 맥헤일이 충분히 건강한 마지막 시간을 특정을 지었으나 시즌은 셀틱스를 위하여 불안 중의 하나였다. 2년째 포인트 가드 브라이언 쇼는 샐러리의 논쟁 후 유럽에서 활약하는 데 팀을 떠났고, 자신의 다양한 부상들에 이어 코트로 돌아온 버드는 너무 많은 슛을 취하고, 자신의 소유에 경기들을 지배하는 시도를 하여 맥헤일을 포함한 동료 선수들에 의하여 비판을 받았다.
로저스 감독은 정규 시즌의 다수를 위하여 맥헤일을 "6번째 남자" 역할로 도로 옮겼으며, 맥헤일의 득점은 벤치로부터 떨어져 나온 불행들로 도로 미끄러졌다. 셀틱스의 34 승 25 패와 함께 로저스 감독은 맥헤일은 다시 한번 출발 선수의 정렬로 놓는 데 결정하였다. 맥헤일은 셀틱스가 18 승 5 패로 가고, 애틀랜틱 디비전에서 세븐티식서스에 밀려 하나의 경기를 끝내면서 범위에 24.2 포인트와 9 리바운드를 평균하였다.
맥헤일은 같은 시즌엣 필드골 퍼센티지(7위)와 프리스로 퍼센티지(5위)에서 NBA의 톱 10에서 끝내는 데 20년 만에 첫 선수가 되었다.
셀틱스는 2번째 경기에서 기록을 세운 157 대 128의 득점을 포함하여 닉스와 그 첫 라운드 플레이오프 시리즈의 첫 2개의 경기를 가져갔다. 닉스는 보복을 하고 시리즈의 마지막 3개의 경기들을 우승하여 셀틱스를 꺾었다. 플레이오프의 실망에 이어 총감독 지미 로저스는 해고되었다.
맥헤일은 자신의 오른쪽 발목에 또다른 수술을 받은 후, 오프 시즌에 은퇴를 예기하였으나 1990년 ~ 91년 시즌을 위하여 돌아왔다. 셀틱스는 젊은 백코트 선수들 루이스, 디 브라운, 케빈 갬블과 유럽에서 돌아온 브라이언 쇼를 버드, 맥헤일과 패리시와 함께 짝을 이루었고, 장기적 수석 코치이자 셀틱스의 1981년 챔피언십의 일원이었던 크리스 포드를 팀의 총감독으로 기용하였다.
셀틱스는 29 승 5 패의 기록으로 뛰어올랐으나 곧 맥헤일(발목)과 버드(등)에게 생긴 부상들에 의하여 느려졌다. 셀틱스가 시즌의 마지막 3개월에 27 승 21 패의 기록으로 약해지면서 맥헤일은 14개, 버드는 22개의 정규 시즌 경기들을 놓쳤으며, 팀에게 56 승 26 패의 기록과 디비전 타이틀을 주었다.
셀틱스는 첫 라운드의 플레이오프 매치업에서 인디애나 페이서스를 5개의 경기들에서 꺾었으나 4년의 세월에 3번째로 셀틱스는 피스턴스에 의하여 탈락되었는 데 이번에는 6개 경기의 준결승전 시리즈에서다.
맥헤일과 버드는 부상이 일어난 1991년 ~ 92년 시즌을 통하여 각각 부상을 겪으면서 그들을 각각 경력에서 낮은 56개의 경기와 45개의 경기만을 활약하였다. 셀틱스는 정규 시즌의 대부분을 위하여 분투하였으나 플레이오프들이 접근하면서 뜨거워져 그 마지막 16개의 경기들 중 15개를 우승하여 51개의 웃으들과 끝내고, 뉴욕 닉스와 이지비전에서 1위를 위한 동점을 매겼다. 셀틱스는 자신들에게 또다른 애틀랜틱 디비전 타이틀을 주는 데 동점 결승전을 가져 그들의 기록은 동부 컨퍼런스에서 3번째로 최고였다.
셀틱스는 첫 라운드에서 페이서스를 휩쓸었으나 컨퍼런스의 준결승전에서 클리블랜드 캐벌리어스에 의하여 7개의 경기들을 패하였다. 버드는 올림픽 국가 대표팀에 금메달을 획득한 후, 3달 만에 NBA로부터 은퇴하였다.
1992년 ~ 93년 시즌은 NBA에서 맥헤일의 마지막 시즌이었다. 맥헤일은 71개의 경기들에서 활약하였으나 다리와 등의 부상들에 의하여 심하게 방해되었다. 그는 한 경기에 10.7 포인트를 평균하였고, 자신의 경력에 단 한번을 위하여 바닥으로부터 50%보다 적은 슛을 쏘았다.
샬럿 호니츠를 상대로 NBA 플레이오프들의 첫 라운드에서 셀틱스는 첫번째 경기가 열리는 동안 코트에 쓰러지고, 결국적으로 치명적인 심장 상태로 증명되면서 진단된 자신들의 지도적 득점자 루이스의 잃음에 의하여 우둔해졌다. 맥헤일은 시리즈에서 찬란하게 상연을 가졌다. 그는 2번째 경기에서 40 포인트와 10 리바운드의 추억에 남는 상연을 포함하여 한 경기에 19.6 포인트를 평균하고, 필드로부터 58% 슈팅을 쏘았으나 셀틱스는 4개의 경기들에서 호니츠에게 떨어졌다.
샬럿에서 열린 4번째 경기의 패배 후, 득점자의 탁자에서 기자들과 이야기를 하는 동안 맥헤일은 자신의 은퇴를 공고하였다.

## 유산
맥헤일은 스몰 포워드 래리 버드와 센터 로버트 패리시와 함께 많은이들에 의하여 숙고된 리그의 최고이자 마지막 프론트라인의 일부였다. 명예의 전당의 3중주는 "빅 쓰리"로 알려지게 되었고, 셀틱스를 5개의 NBA 결승전 출연과 3개의 NBA 챔피언십(1981년, 1984년과 1986년)으로 이끌었다. 자신 경력의 첫 5년 동안 맥헤일은 셀틱스를 위하여 첫째로 벤치로부터 떨어져 나왔고, 2회의 "올해의 NBA 6번째 남자" 상(1984년과 1985년)을 수상하였다.
예민한 바스켓으로 가까이 다양항 공격적 이동들을 넓게 소유한 긴 팔의 맥헤일은 1984년과 1991년 사이에 7개의 NBA 올스타 경기들에서 활약하였다. 맥헤일의 가장 좋은 시즌은 포워드로서 그가 올NBA 퍼스트 팀으로 임명된 1986년 ~ 87년 시즌에 왔다. 그는 1986년 ~ 87년과 1987년 ~ 88년 시즌들에 필드골 퍼센티지에서 NBA를 이끌어 각 시즌에 60.4%를 슈팅하였다. 또한 뛰어난 방어적 선수이기도 한 맥헤일은 6번이나 NBA 올디펜시브 퍼스트 혹은 세컨드 팀으로 선발되었다. 그는 경기에서 2번이나 9개의 슛들을 블록하여 보스턴 셀틱스의 선수에 의한 다수였다.
971개의 정규 시즌 경기들에서 맥헤일은 17.9 포인트와 7.3 리바운드를 평균하였고, 169개의 포스트 시즌 경기들에서 18.8 포인트와 7.4 리바운드를 평균하였다.
2007년 ~ 08년 시즌의 말기에 맥헤일은 필드골 퍼센티지에서 10위(55.4%)에 들었고, 그는 활약한 경기들, 득점한 포인트와 리바운드를 포함하여 몇몇의 분류에서 셀틱스의 경력 지도자들 중에 있다.
1994년 1월 30일 보스턴 가든에서 열린 영구 결번식의 하프 타임에 맥헤일의 등번호 32는 셀틱스에 의하여 영구 결번되었다.
그는 NBA의 거대한 선수들 50명 중의 하나로서 선택되었고, 1996년 NBA의 50주년 사상 팀으로 임명되었다.
1992년 맥헤일은 미네소타 주립 고등학교 리그 명예의 전당으로 선출되었다. 1999년 그는 네이스미스 농구 명예의 전당으로 헌액되었다.

## 은퇴 후의 경력

### 본부의 업무
NBA 선수로서 자신의 은퇴에 이어 맥헤일은 텔레비전 분석자와 특별 보조인으로서 미네소타 팀버울브스에 가입하였다. 1994년의 여름에 팀버울브스의 새 소유자 글렌 테일러는 맥헤일이 팀버울브스의 경기들을 지속적으로 중계 방송하였어도 그를 수석 총지배인으로 진급시켰다. 1995년 그는 농구 운영의 부회장으로 진급되었으며, 그의 첫 활동들 중 하나는 전 미네소타 대학교의 동료 선수 플립 손더스를 팀버울브스의 총감독으로 기용하는 것이었다.
다음 시즌에 맥헤일은 1995년 NBA 드래프트의 전체 5위 선택과 함께 고등학생 포워드 케빈 가넷을 선발하기도 결정하였다. 가넷이 NBA의 최고 선수들 중의 하나로 개발해 들어갔어도 팀버울브스는 팀과 함께 가넷의 12개의 시즌들에서 플레이오프들의 첫 라운드를 진출한 적이 한번 밖에 없었다.
그 일은 또한 팀버울브스가 리그의 샐러리 최고 규칙들을 교모하게 회피하는 데 자유 계약 선수이자 포워드 조 스미스와 함께 비밀적 거래를 만들어 NBA에 의하여 팀버울브스가 처벌을 받은 맥헤일의 통치 기간 동안 있었다. 1998년 ~ 99년 시즌 전에 스미스는 비밀적으로 NBA 팀들이 그에게 제공한 적당한 양보다 더욱 적은 샐러리 양을 위하여 팀버울브스와 함께 3개의 1년 계약들에 동의하였다. 복귀에 스미스는 2001년 ~ 02년 시즌 전에 다수의 해, 수백만 달러의 계약을 자신에게 주려고 한 팀버울브스의 약속을 받았다.
2000년 동의서의 말이 누설된 후, NBA의 커미셔너 데이비드 스턴은 팀버울브스와 스미스의 최종적 1년 계약을 취소하여 스미스를 자유 계약 선수로 만들었다. 스턴은 또한 팀으로부터 팀버울브스의 다음 5회의 첫 라운드 드래프트 선택들 중 3개를 약탈하였고, 팀에게 3.5 백만 달러의 벌금을 물게 하였다. 스미스는 하나의 시즌을 위하여 디트로이트 피스턴스와 계약을 맺었으나 자유 계약 선수로서 2001년 ~ 02년 시즌 전에 팀버울브스로 돌아왔다.
2005년 2월 12일 팀버울브스는 손더스를 해고시키고, 2004년 ~ 05년 시즌의 나머지를 위하여 맥헤일은 총감독으로 차지하였다. 그는 19 승 12 패의 기록을 수짐하였으나 총감독으로서 지속적인 이익이 없었다. 드웨인 케이시는 오프 시즌에 새로운 총감독으로서 기용되었다.
2006년 ~ 07년 시즌을 통하여 팀버울브스가 중반에 .500에 앉히면서 맥헤일은 2007년 1월 23일 케이시를 해고시켰다. 팀버울브스의 수석 코치 랜디 위트먼이 케이시의 뒤를 이으는 데 청하였다. 4월 19일 플레이오프들을 놓침에 불구하고 팀버울브스는 2007년 ~ 08년 시즌을 위하여 맥헤일과 위트먼이 돌아올 것이라고 공고하였다.
2007년 NBA 드래프트를 대비하여 맥헤일은 보고적으로 프랜차이즈의 스타 선수 케빈 가넷을 드래프트의 선택과 다수의 선수들을 위한 교환에서 보스턴 셀틱스로 이적시키는 데 셀틱스의 총지배인 대니 에인지와 함께 이적을 세우는 데 노력하였다. 가넷의 대리인은 팀버울브스와 셀틱스에게 그의 고객이 보스턴을 위한 활약에서 아무 흥미가 없다고 말하여 가능한 이적이 황급히 달렸다. 그해 7월 후순에 팀버울브스와 셀틱스는 다시 한번 가넷을 위한 거래를 문닫는 시도를 하였다. 가넷은 셀틱스로 이적됨에 자신의 자세를 쉽게 하고, 7월 31일 그는 5명의 선수들과 2명의 첫 라운드 드래프트 선택들을 위하여 셀틱스로 보내졌다. 매우 다음 시즌에 가넷은 셀틱스가 NBA 챔피언십을 우승하는 도움을 주었고, "올해의 NBA 방어적 선수"로 임명되었으며 리그의 MVP 상의 정규 시즌 개작을 위한 투표에서 3위를 하였다.

### 감독 활동

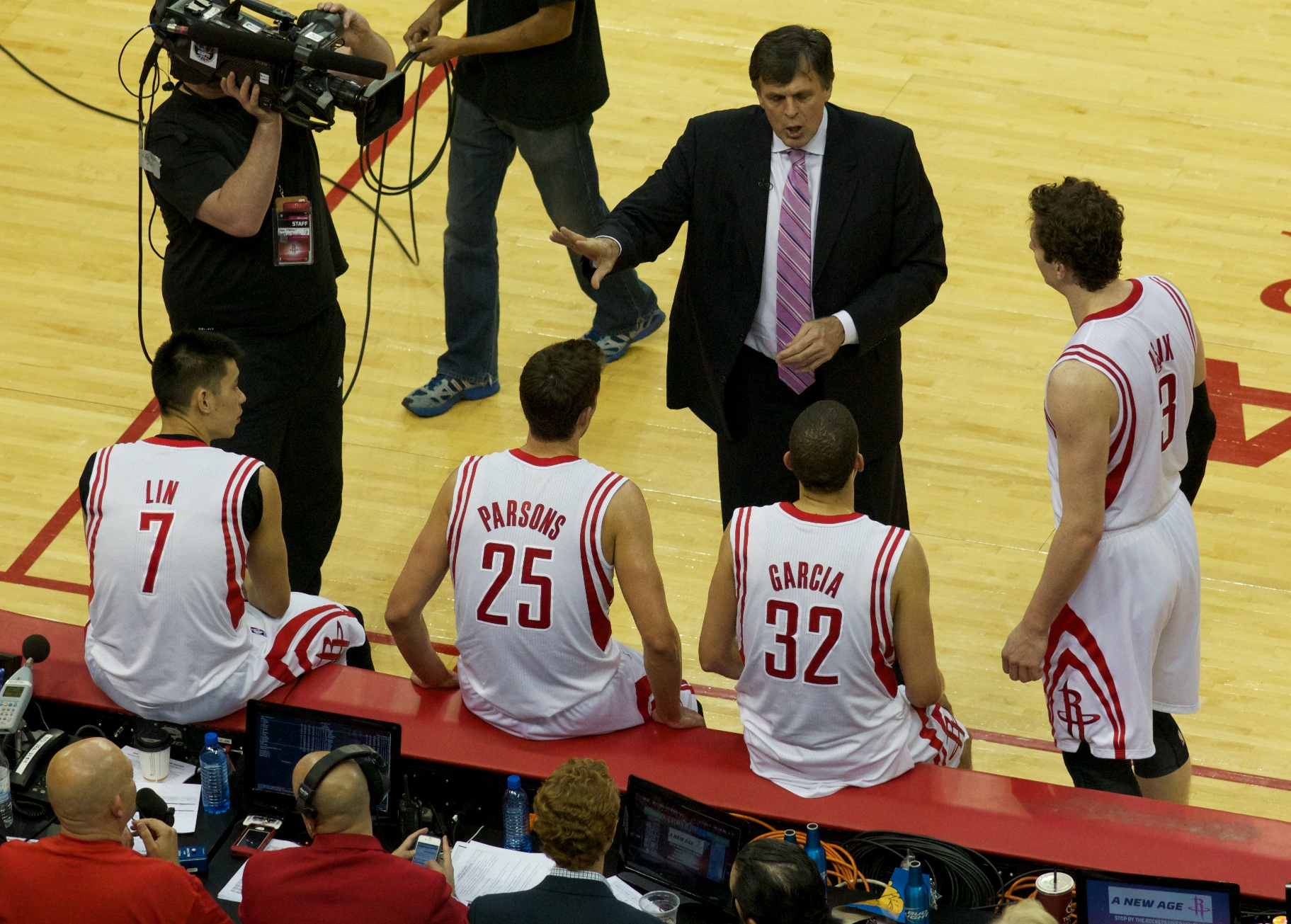
로키츠 감독 시절 (2013년 플레이오프 첫 라운드의 6번째 경기에서 제러미 린, 챈들러 파슨스, 프란시스코 가르시아와 외메르 아시으크와 함께)

2008년 12월 8일 팀버울브스는 위트먼을 해고시켰다. 그는 케이시를 위하여 차지한 이래 38 승 105 패의 기록을 수집하였다. 팀버울브스는 맥헤일이 농구 운영회의 부회장으로서 물러나고 다시 한번 총감독직을 차지할 것이라고 공고하여 이번에 더욱 영구적이었다. 당시 팀버울브스의 소유자 글렌 테일러는 자신이 맥헤일을 총감독으로서 대체하는 데 추구하지 않았다고 표현하였다. 하지만 2009년 7월 17일 맥헤일이 2009년 ~ 10년 시즌을 위하여 팀버울브스의 총감독으로서 돌아오지 않을 것이라고 공고되었고, 그는 1984년 결승전에서 자신과 충돌한 커트 램비스에 의하여 대체되었다.
2011년 6월 1일 맥헤일은 휴스턴 로키츠의 총감독으로 임명되어 릭 올더먼을 대체하였다. 2014년 12월 24일 맥헤일은 로키츠의 총감독으로 남는 데 3년의 확장 계약을 맺었다. 그는 2015년 로키츠를 서부 컨퍼런스 결승전으로 이끌었다. 하지만 4개의 연속적 패배와 2015년 ~ 16년 시즌으로 4 승 7 패의 출발 후, 2015년 11월 18일 그는 총감독으로서 해고되었다.
맥헤일은 NBA의 총감독으로 지내는 데 1985년 ~ 86년 셀틱스의 챔피언십의 6명의 일원들(래리 버드, 대니 에인지, 데니스 존슨, 샘 빈센트와 릭 칼리슬과 더불어) 중의 하나이다.

### 텔레비전 분석자
은퇴에 이어 즉시, 맥헤일은 1993년부터 1995년까지 2개의 시즌들을 위하여 팀버울브스의 프로그램 분석자가 되었다. 맥헤일은 2009년 ~ 10년 정규 시즌 동안 방송 분석자로서 TNT와 NBA TV를 위하여 일하기 시작하였다. 그는 때때로 TNT의 스튜디오 쇼에서 NBA에 나왔으며, 유선 방송국을 위하여 몇몇의 정규 시즌과 플레이오프 경기들을 중개 방송 하였다. 2016년 NBA 플레이오프들이 열리는 동안 맥헤일은 TNT의 보도 범위에 NBA를 위한 특별 분석자를 지냈다. 그해 10월 10일 그는 터너 스포츠로 돌아오는 데 다수의 해의 동의서에 서명하였다.
맥헤일은 또한 시즌(2016년 ~ 17년 시즌 이래 어니 존슨, 크리스 웨버와 그레그 앤서니와 더불어) 동안 화요일 밤에 NBA TV의 팬 야간 중개 방송들을 위한 스튜디오 팀의 일부이기도 하였다. 맥헤일은 2010년 라스베이거스 여름 리그가 열리는 동안 방송국을 위하여 경기들을 부르기도 하였다.